# 12-й зенитный ракетный полк
12-й зенитный ракетный полк — воинская часть в составе 31-й дивизии ПВО зенитных ракетных войск ВКС РФ. Сформирован в 2014 году после присоединения Крыма Российской Федерацией на базе 174-го зенитного ракетного полка|. Штаб находится в городе Севастополь.

## История
372-й отдельный зенитно-ракетный дивизион был сформирован в феврале 1940 года в городе Великие Луки.
5 мая 1940 года 372-й озад был отправлен эшелоном в город Новороссийск, где на его базе был создан 454-й зенитно-артиллерийский полк противовоздушной обороны.
В декабре 1941 года 454-й зенап вошёл в состав 56-й армии.
С 19 мая 1949 года полк был переформирован в 1007-й зенитно-артиллерийский полк среднего калибра 100-й дивизии ПВО Черноморского флота.
В декабре 2013 года в качестве группы дивизионов бригаде был подчинён расформированный 50-й отдельный гвардейский зенитный ракетный полк
В марте 2014 года часть была блокирована российскими военными, а позже личный состав части перешёл на сторону Российской Федерации.

### В составе Российской Федерации
В марте 2014 на территории Крыма началось развертывание частей противовоздушной обороны. Вновь сформированный полк вошёл в состав 31-й дивизии ПВО 4-го командования ВВС и ПВО ЮВО.

## Состав
- 1 Дивизион Севастополь, м. Фиолент С-400 (c 2018)[5][6]
- 2 Дивизион Республика Крым г. Евпатория С-400 (c 2018)[7][8][2]

## Командиры
454-й зенитно-артиллерийский полк
- полковник Ролдыгин, Фёдор Ерофеевич (1940—1943)
- подполковник Бегун, Иван Павлович (1943—1946)
- майор Базенков, Василий Павлович (1946—1949)

1007-й зенитно артиллерийский полк
- полковник Куваев, Степан Иванович (1949—1955)
- полковник Бычков, Андрей Севастьянович (1955—1970)

174-я зенитно ракетная бригада
- полковник Ретин, Александр Яковлевич (1970—1971)
- полковник Зинченко, Владимир Иванович (1971—1973)
- полковник Богданов, Юрий Петрович (1973—1976)
- полковник Махлай, Леонид Петрович (1976—1980)
- полковник Соловьёв, Анатолий Кузьмич (1980—1982)
- полковник Маздоров, Михаил Николаевич (1982—1988)
- полковник Чернобровкин, Владимир Николаевич (1989—1990)
- полковник Мильченко, Александр Николаевич (1990—1993)
- полковник Повхович, Виктор Михайлович (1993—1997)
- полковник Кукса, Сергей Анатольевич (1997—2001)
- полковник Мельник, Николай Витальевич (2001—2002)

12-й зенитно ракетный полк
- полковник Маркелов, Александр Евгеньевич (2002—2011)
- полковник Дмитриев М. П. (2011—2012)
- полковник Задорожный Н. М. (2012—2020)
- полковник Шатохин С. Г. (2020—по н.в.)

## Вооружение
- С-300ПС c 1991—2014[1]
- С-300ПМ с 2014.
- С-400 с 2018[7][2]